# Janica Kostelić
Janica Kostelić (pronunție API: ˈjanitsa ˈkɔstɛlitɕ) (n. 5 ianuarie 1982 în Zagreb) este o fostă schioară croată.
A câștigat de trei ori Cupa Mondială la schi (2001, 2003, 2006), patru medalii de aur și două de argint la Jocurile Olimpice de iarnă și 5 medalii de aur la Campionatele Mondiale. Janica Kostelić este singura sportivă care a câștigat 4 medalii de aur la probele de schi la Jocurile Olimpice. A fost numită Sportiva Anului în 2006 Este singura schioară în afară de Petra Kronberger care a câștigat o competiție la toate disciplinele într-un singur sezon (2006).